# فلات الگی
فلات الگی (روسی: Эльгинское плоскогорье) یک فلات در استان یاقوتستان کشور روسیه است.